# (454101) 2013 BP73
2013 بي بي 73 (ويعرف أيضًا باسم (454101) 2013 بي بي 73 وفق تسمية الكوكب الصغير) (بالإنجليزية: 2013 BP73)‏ هو كويكب ضمن حزام الكويكبات؛ وترتيبه 454101 من حيث الاكتشاف.
اكتُشف هذا الجُرم الفلكي بواسطة ماسح جبل ليمون ‏ في 22 يناير 2013.

## وصلات خارجية
- (454101) 2013 BP73 في قاعدة بيانات مختبر الدفع النفاث لأجرام النظام الشمسي الصغيرة

- الاكتشاف · مخطط المدار ·  العناصر المدارية · المعلمات المادية

- (454101) 2013 BP73 على موقع ويكي سكاي: DSS2, SDSS, GALEX, IRAS, Hydrogen α, X-Ray, Astrophoto, Sky Map, Articles and images